# Plasa Baia de Arieș, județul Turda
 Plasa Baia de Arieș a fost o unitate administrativă de ordin doi din cadrul județului Turda interbelic. Reședință de plasă era comuna omonimă, Baia de Arieș, azi oraș în județul Alba.

## Istoric

### Demografie
La recensământul din 1930 au fost înregistrați 33.706 locuitori, dintre care 22.393 români (66,4%), 9.465 maghiari (28,1%), 933 țigani (2,8%), 832 evrei (2,5%) ș.a. Sub aspect confesional populația era alcătuită din 19.106 greco-catolici (56,7%), 7.687 reformați (22,8%), 4.003 ortodocși (11,9%), 1.798 romano-catolici (5,3%), 835 mozaici (2,5%) ș.a. 
După rezultatele provizorii ale recensământului din 1930, județul Turda număra 181.953 locuitori. Distribuția pe orașe și plăși era 
| Unitate administrativă  | Locuitori | Bărbați | Femei  |
| ----------------------- | --------- | ------- | ------ |
| Orașul Turda            | 20.057    | 9.882   | 10.175 |
| Total rural             | 161.896   | 80.295  | 81.601 |
| 1. Plasa Baia de Aries  | 15.162    | 7.493   | 7.669  |
| 2. Plasa Câmpeni        | 35.986    | 17.990  | 17.996 |
| 3. Plasa Câmpia Turzii  | 31.883    | 15.707  | 16.176 |
| 4. Plasa Iara           | 16.996    | 8.462   | 8.424  |
| 5. Plasa Luduș          | 33.230    | 16.486  | 16.744 |
| 6. Plasa Mihai Viteazul | 28.749    | 14.157  | 14.592 |

### Plăși
- Orașul Turda - populație	20.057

1. Plasa Baia de Arieș, populație 15.162, reședință Baia de Arieș,
2. Plasa Câmpeni, populație 35.986, reședință Câmpeni, azi în județul Alba,
3. Plasa Câmpia Turzii, populație 31.883, reședință Câmpia Turzii,
4. Plasa Iara, populație 16.996, reședință Iara, azi în județul Cluj,
5. Plasa Luduș, populație 33.230, reședință Luduș,
6. Plasa Mihai Viteazul, populație 28.749
7. Plasa Unirea a fost ulterior constituită prin reorganizarea teritorială a celor trei plăși din estul județului, Mihai Viteazul, Câmpia Turzii și Luduș